# Thon Maker
Thon Marial Maker (nascido em 25 de fevereiro de 1997) é um jogador sul-sudanês-australiano de basquete profissional que atualmente joga no Detroit Pistons da NBA.

## Primeiros anos
Maker nasceu em Wau, uma cidade localizada no que é hoje o Sudão do Sul. Seu tio, um administrador local, providenciou para Maker, seu irmão mais novo, Matur, e sua tia escaparem da guerra civil para Uganda. De lá, eles foram aceitos como refugiados na Austrália; eles então se mudaram para Perth, Austrália Ocidental, quando Maker tinha cinco anos e a família acabou se estabelecendo.
Aos 14 anos, Maker foi descoberto jogando futebol no subúrbio de Perth, por Edward Smith, um australiano de origem afro-americana que ajuda crianças de origens migrantes a receber oportunidades que, de outra forma, não teriam. Smith já havia ajudado outros imigrantes sudaneses como Ater Majok e Mathiang Muo, que agora são jogadores profissionais de basquete.
Smith se ofereceu para levar e cuidar de Thon em Sydney, onde ele jogou basquete na St. George Basketball Association em 2011. Pouco antes dos playoffs do time, Maker e Smith foram para um campo de talentos no Texas.

## Carreira no ensino médio
Nos Estados Unidos, Maker frequentou duas escolas na Louisiana, antes de finalmente se estabelecer na Carlisle School em Martinsville, Virgínia. Durante seus 2 primeiros anos, ele obteve uma média de 22,2 pontos, 13,1 rebotes, 1,9 assistências, 1,4 roubadas de bola e 4,5 bloqueios em um total de 53 jogos.
Em 5 de setembro de 2014, Maker e seu irmão se matricularam no Athlete Institute em Ontário, Canadá onde Edward Smith já era treinador assistente. Em conjunto com a Athlete Institute, os irmãos se matricularam na Orangeville District Secondary School em Orangeville.
Em 3 de abril de 2016, Maker declarou suas intenções de participar do Draft da NBA de 2016, uma decisão que exigia uma decisão da NBA para determinar sua elegibilidade. Para pular um ano de faculdade, Maker precisou convencer a NBA de que se formou em Orangeville Prep em 2015. Ele o fez com sucesso, provando que se formou no ensino médio em junho de 2015, mas ficou mais um ano como estudante de pós-graduação por sua própria escolha.
Maker se tornou apenas o segundo jogador em mais de uma década a fazer o salto do ensino médio na América do Norte direto para o draft e o primeiro a jogar na NBA desde que a liga introduziu o "one-and-done", uma regra para estudantes do ensino médio, em 2005.

## Carreira profissional

### Draft da NBA
Maker participou do Draft Combine de 2016, onde foi medido como o terceiro jogador mais alto sem sapatos com 2,12 m. Nos dias que antecederam o draft, várias equipes se recusaram a selecionar Maker devido a preocupações de que sua idade tivesse sido deturpada, pois alguns acreditavam que ele tivesse entre 21 e 23 anos, apesar de ser oficialmente listado com 19 anos de idade.
Apesar dessas preocupações, ele foi selecionado pelo Milwaukee Bucks com a 10ª escolha geral no Draft de 2016, tornando-se o primeiro jogador do ensino médio escolhido na primeira rodada desde que o Acordo de Negociação Coletiva de 2005 entrou em vigor.

### Milwaukee Bucks (2016–2019)
Em 30 de julho de 2016, ele assinou seu contrato de novato com os Bucks. Durante a Summer League de 2016, Maker alcançou uma média de 14,2 pontos e 9,6 rebotes em cinco jogos.
Ele estreou na NBA em 30 de outubro de 2016, entrando no jogo com 95 segundos restantes no período final da derrota por 98-83 para o Detroit Pistons; ele registrou um rebote.
Em 21 de janeiro de 2017, ele fez seu primeiro jogo como titular nos Bucks, registrando 6 pontos em 18 minutos em uma derrota por 109-97 para o Miami Heat.
Em 10 de fevereiro de 2017, no primeiro jogo dos Bucks desde que Jabari Parker foi descartada pelo resto da temporada com uma lesão, Maker foi titular em seu lugar e registrou sete pontos e seis rebotes em 17 minutos. No dia seguinte, ele teve um segundo esforço de 12 pontos em uma vitória por 116-100 sobre o Indiana Pacers. Em 31 de março de 2017, ele marcou 23 pontos em uma vitória sobre o Detroit Pistons por 108-105.
No Jogo 3 da primeira rodada dos playoffs de 2017 contra o Boston Celtics, Maker marcou 14 pontos e bloqueou cinco arremessos, quando os Bucks reduziram o déficit da série para 2–1 com uma vitória de 116–92. Ele bloqueou novamente cinco arremessos no Jogo 4, ajudando o Bucks a igualar a série em 2-2 com uma vitória por 104-102. Os Bucks perderam a série em sete jogos.
No final de janeiro de 2019, tendo tido um papel reduzido na temporada de 2018-19, sob o comando do técnico Mike Budenholzer, Maker solicitou uma troca dos Bucks.

### Detroit Pistons (2019 – Presente)
Em 7 de fevereiro de 2019, Maker foi adquirido pelo Detroit Pistons em uma negociação de três equipes envolvendo os Bucks e o New Orleans Pelicans.

## Carreira na seleção
Em abril de 2015, Maker declarou suas intenções de jogar pela seleção australiana, apesar do grande interesse da Seleção Canadense - a organização considerou Maker e seu irmão mais novo, Matur, como possíveis jogadores canadenses.
Em 29 de junho de 2018, ele fez sua estréia internacional pela Austrália em uma partida de qualificação para o Campeonato Mundial de Basquetebol Masculino contra o Japão.

## Vida pessoal
Maker é um cidadão australiano e do Sudão do Sul.
Os pais de Maker, que descendem do povo Dinka, ainda vivem no Sudão do Sul e também são extremamente altos: seu pai mede 2,03 m e a sua mãe mede 1,90 m.
Seu irmão, Matur, tentou entrar no Draft da NBA de 2018 de maneira semelhante a Thon antes de decidir jogar internacionalmente. Seu outro irmão, Maker Maker, joga futebol no time sub-20 do South Melbourne. Um primo de Maker, Aliir Aliir, joga na Liga Australiana de Futebol pelo Sydney Swans. Em março de 2018, Maker confirmou que é um torcedor do Sydney Swans devido à sua conexão com a família, apesar de torcer anteriormente por duas equipes da Austrália Ocidental.

## Estatísticas da NBA

### Temporada regular
| Ano      | Time      | PJ  | MPJ  | AP   | 3P   | LL   | RT  | AS | BR | TO  | PPJ |
| -------- | --------- | --- | ---- | ---- | ---- | ---- | --- | -- | -- | --- | --- |
| 2016–17  | Milwaukee | 57  | 9.9  | .459 | .378 | .653 | 2.0 | .4 | .2 | .5  | 4.0 |
| 2017–18  | Milwaukee | 74  | 16.7 | .411 | .298 | .699 | 3.0 | .6 | .5 | .7  | 4.8 |
| 2018–19  | Milwaukee | 35  | 11.7 | .440 | .333 | .541 | 2.7 | .5 | .3 | .5  | 4.7 |
| 2018–19  | Detroit   | 29  | 19.4 | .373 | .307 | .766 | 3.7 | .9 | .4 | 1.1 | 5.5 |
| Carreira | Carreira  | 195 | 14.2 | .421 | .326 | .677 | 2.8 | .6 | .4 | .7  | 4.6 |

### Playoffs
| Ano      | Time      | PJ | MPJ  | AP   | 3P   | LL   | RT  | AS  | BR  | TO  | PPJ |
| -------- | --------- | -- | ---- | ---- | ---- | ---- | --- | --- | --- | --- | --- |
| 2017     | Milwaukee | 6  | 19.3 | .387 | .200 | .818 | 3.2 | 2.0 | .8  | 1.8 | 5.8 |
| 2018     | Milwaukee | 6  | 21.7 | .393 | .300 | .714 | 3.8 | .8  | .3  | 1.8 | 5.5 |
| 2019     | Detroit   | 4  | 17.3 | .269 | .000 | .889 | 2.3 | 1.0 | 0.0 | 1.0 | 5.5 |
| Carreira | Carreira  | 16 | 19.7 | .353 | .190 | .815 | 3.2 | 1.3 | .4  | 1.6 | 5.6 |

Fonte: